# Piotr Dominik Załęski
Piotr Dominik Załęski – polski politolog i etnolog, wykładowca Uniwersytetu Warszawskiego.

## Życiorys
Ukończył studia magisterskie w zakresie politologii i nauk społecznych na Uniwersytecie Warszawskim w 1999 oraz podyplomowe: w zakresie zarządzania oświatą na Akademii Podlaskiej w Siedlcach i w zakresie etnologii na Uniwersytecie Mikołaja Kopernika w Toruniu. Uzyskał dwa doktoraty: pierwszy w 2006 w dyscyplinie nauk o polityce na macierzystej uczelni (na podstawie pracy Elita władzy politycznej Kazachstanu napisanej pod kierunkiem Tadeusza Bodio), a drugi – w dyscyplinie etnologia w 2009 na Uniwersytecie im. Adama Mickiewicza w Poznaniu (na podstawie rozprawy Społeczność wiejska wobec rzeczywistości społeczno-politycznej (przypadek sołectwa mazowieckiego), której promotorem był Andrzej Brencz). Habilitował się w dziedzinie nauk społecznych (w zakresie nauk o polityce) na UW w 2013, przedstawiając w 2011 dorobek naukowy, w tym dzieło Kultura polityczna więzi w Azji Centralnej (przypadek Kirgistanu na tle państw regionu).
Zawodowo związany z Uniwersytetem Warszawskim: początkowo z Instytutem Nauk Politycznych Wydziału Dziennikarstwa i Nauk Politycznych, od 2016 w ramach Wydziału Nauk Politycznych i Studiów Międzynarodowych. Od 2019, po likwidacji INP, w Katedrze Historii Politycznej WNPiSM. Na macierzystym wydziale był m.in.: koordynatorem kształcenia pedagogicznego (2005–2010), redaktorem serii wydawniczej INP UW „Kultura i Polityka” (2012–2015), kierownikiem Pracowni Kultury Politycznej INP UW (2010–2016) i kierownikiem Studiów Euroazjatyckich INP UW (2015–2018).
W latach 2004–2016 w redakcji kwartalnika „Społeczeństwo i Polityka. Pismo edukacyjne”, m.in. jako zastępca redaktora naczelnego (2012–2016; wówczas pismo wydawane z kirgistańskim Biszkeckim Uniwersytetem Humanistycznym im. K. Karasaeva). Profesor wizytujący w Katedrze UNESCO Akademii Zarządzania Publicznego przy Prezydencie Republiki Kirgiskiej (2010–2011), w latach 2008–2018 współpracownik naukowy Instytutu Filozofii i Badań Polityczno-Prawnych Narodowej Akademii Nauk Republiki Kirgiskiej (od 2012 jako wiodący współpracownik naukowy). 
Odpowiada za koordynację egzaminu maturalnego z wos-u w Centralnej Komisji Egzaminacyjnej (od matur z 2011). Kierownik zespołu wos-u w projekcie EFS banku zadań do państwowego egzaminu eksternistycznego (2013–2015, CKE). Był nauczycielem przedmiotów społecznych i humanistycznych w szkołach różnych typów (1997–2007). W latach 2016–2019 koordynator zespołu ekspertów Ministerstwa Edukacji Narodowej do prac nad tworzeniem podstawy programowej kształcenia ogólnego w zakresie wiedzy o społeczeństwie. W 2016 wyróżniony Medalem Komisji Edukacji Narodowej „za szczególne zasługi dla oświaty i wychowania”.
Jego zainteresowania naukowe to: kultura polityczna w Polsce i Azji Centralnej; obrazy Azji Centralnej w dyskursie i dyskurs elit Azji Centralnej; problematyka pamięci historycznej w Polsce i na obszarze poradzieckim; tożsamości kulturowe i stosunki międzykulturowe w Euroazji; historia instytucji politycznych Azji Centralnej i Europy Środkowo-Wschodniej; socjalizacja polityczna i edukacja obywatelska w Polsce XX i XXI wieku; polityka edukacyjna państwa i diagnostyka edukacyjna. Wypromował dwoje doktorów. Kierownik (2009–2011), wykonawca (2007–2008) i recenzent (2009–2010) grantów MNiSW oraz opiekun merytoryczny (2011–2021) grantów NCN.

## Wybrane publikacje książkowe

### Autorskie i współautorskie monografie naukowe
- Piotr Załęski, Elity władzy politycznej Kazachstanu, Warszawa: Dom Wydawniczy Elipsa, 2006, ISBN 978-83-7151-762-4.
- Piotr Załęski, Aleksander Szałański, Łukasz Żołądek, Przegrani i wygrani transformacji wobec rzeczywistości społeczno-politycznej. Raport z badań warszawskich bezrobotnych i przedsiębiorców, Warszawa: Oficyna Wydawnicza ASPRA-JR, 2007, ISBN 978-83-7545-021-7.
- Tadeusz Bodio, Piotr Załęski, Elity władzy w Azji Centralnej: tradycja, modernizacja, etnopolityka, Warszawa: Dom Wydawniczy Elipsa, 2008, ISBN 978-83-7151-819-5.
- Andrzej Wierzbicki, Piotr Załęski, Trybalizm a władza w Azji Centralnej, Pułtusk: Akademia Humanistyczna im. Aleksandra Gieysztora, 2008, ISBN 978-83-7549-057-2.
- Piotr Załęski, Wspólnota wiejska wobec rzeczywistości społeczno-politycznej: perspektywa antropologiczno-psychopolityczna, Warszawa: Oficyna Wydawnicza Aspra-JR – Muzeum Historii Polskiego Ruchu Ludowego, 2010, ISBN 978-83-62171-88-0.
- Piotr Załęski, Kultura polityczna więzi w Azji Centralnej (przypadek Kirgistanu na tle państw regionu), Warszawa: Wydział Dziennikarstwa i Nauk Politycznych Uniwersytetu Warszawskiego – Oficyna Wydawnicza Aspra-JR, 2011, ISBN 978-83-63183-00-4.
- Wojciech Jakubowski, Piotr Załęski, Łukasz Zamęcki, Nauki o polityce: zarys koncepcji dyscypliny, Pułtusk: Akademia Humanistyczna im. Aleksandra Gieysztora, 2013, ISBN 978-83-7549-173-9.
- Piotr Załęski, Social Bonds in the Political Culture in Kyrgyzstan, Warsaw 2014, ISBN 978-83-7545-578-6.
- Piotr Załęski, Weryfikacja kompetencji obywatelskich polskich maturzystów – analiza na podstawie egzaminu z wiedzy o społeczeństwie z lat 2010–2019, Warszawa: Wydawnictwa Uniwersytetu Warszawskiego, 2021, ISBN 978-83-235-4954-3.

### Monografie pod współredakcją naukową
- Wojciech J. Jakubowski, Ewa M. Marciniak, Piotr Załęski (red.), Socjalizacja polityczna młodego pokolenia Polaków. Raport z badań kompetencji politycznych, mentalności i postaw politycznych warszawskich licealistów, Warszawa: Oﬁcyna Wydawnicza ASPRA-JR, 2008, ISBN 978-83-7545-078-1.
- Azizbek K. Džusupbekov, Wojciech J. Jakubowski, Piotr Załęski (red.), Kirgistan: problemy kulturowe i społeczno-polityczne / Kyrgyzstan: kul’turnye i social’no-političeskie problemy, Biszkek: Oddział Politologii i Problemów Zarządzania Państwowego Narodowej Akademii Nauk Republiki Kirgiskiej – Warszawa: Wydział Dziennikarstwa i Nauk Politycznych Uniwersytetu Warszawskiego i Oﬁcyna Wydawnicza ASPRA-JR, 2011, ISBN 978-83-63183-01-1, ISBN 978-83-7545-282-2.
- Piotr Załęski, Agnieszka Syliwoniuk (red.), Tożsamości kulturowe w Europie Zachodniej, Warszawa: Wydział Dziennikarstwa i Nauk Politycznych Uniwersytetu Warszawskiego i Oﬁcyna Wydawnicza ASPRA-JR, 2012, ISBN 978-83-63183-06-6, ISBN 978-83-7545-306-5.
- Piotr Załęski, Elena Breslavskaia, Marta Włodarkiewicz (red.), Tożsamości narodowe na obszarze postradzieckim. Między dziedzictwem a tradycją wynalezioną, Warszawa: Wydział Dziennikarstwa i Nauk Politycznych Uniwersytetu Warszawskiego i Oﬁcyna Wydawnicza ASPRA-JR, 2012, ISBN 978-83-63183-07-3, ISBN 978-83-7545-305-8.
- Valentina D. Kurganskaâ, Andrzej Wierzbicki, Piotr Załęski (red.), Tożsamości, postawy społeczno-polityczne i separatyzmy mniejszości etnicznych na obszarze postradzieckim/ Identičnosti, sociâl’no-političeskie orientacii i separatizmy ètničeskich menšinstv na postsovetskom prostranstve, Warszawa: Wydział Dziennikarstwa i Nauk Politycznych Uniwersytetu Warszawskiego i Oﬁcyna Wydawnicza ASPRA-JR, 2013, ISBN 978-83-7545-506-9, ISBN 978-83-63183-16-5.
- Anuar A. Galiev, Andrzej Wierzbicki, Piotr Załęski (red.), Tożsamość i pamięć historyczna w Azji Centralnej/ Identičnost’ i istoričeskaâ pamât’ v Central’noj Azii, Warszawa: Wydział Dziennikarstwa i Nauk Politycznych Uniwersytetu Warszawskiego i Oﬁcyna Wydawnicza ASPRA-JR, 2014, ISBN 978-83-7545-579-3, ISBN 978-83-63183-19-6.
- Oliwia Piskowska, Piotr Załęski (red.), Prezydencki dyskurs polityki na obszarze poradzieckim, Warszawa: Wydział Dziennikarstwa i Nauk Politycznych Uniwersytetu Warszawskiego i Oﬁcyna Wydawnicza ASPRA-JR, 2015, ISBN 978-83-63183-07-3, ISBN 978-83-7545-305-8.
- Konstanty Adam Wojtaszczyk, Wojciech J. Jakubowski, Piotr Załęski (red.), Społeczeństwo i polityka. Podstawy nauk politycznych. Tom II: Współczesne systemy rządów, Warszawa: Oﬁcyna Wydawnicza ASPRA-JR, 2017, ISBN 978-83-7545-774-2, ISBN 978-83-7545-779-7.
- Wojciech J. Jakubowski, Jacek Wojnicki, Piotr Załęski (red.), 100-lecie Konstytucji Marcowej – przeszłość a teraźniejszość, Warszawa: Oﬁcyna Wydawnicza ASPRA-JR, 2022, ISBN 978-83-8209-225-7.

### Podręczniki i dokumenty edukacyjne
- Konstanty Adam Wojtaszczyk, Piotr Załęski, Wychowanie obywatelskie: wiedza o społeczeństwie. Podręcznik dla gimnazjalistów, Warszawa: Oficyna Edukacyjna Krzysztof Pazdro, 2002, 2005, ISBN 978-83-88409-36-3.
- Wojciech J. Jakubowski, Tadeusz Maj, Piotr Załęski, Podstawy przedsiębiorczości. Podręcznik do liceów i techników: zakres podstawowy i rozszerzony, Warszawa: Oficyna Edukacyjna Krzysztof Pazdro, 2003, ISBN 83-88409-37-9.
- Podstawa programowa kształcenia ogólnego z komentarzem. Szkoła podstawowa. Wiedza o społeczeństwie, Warszawa: Ministerstwo Edukacji Narodowej, 2017.
- Podstawa programowa kształcenia ogólnego z komentarzem. Szkoła ponadpodstawowa. Wiedza o społeczeństwie (4-letnie liceum, 5-letnie technikum, branżowa szkoła I stopnia, branżowa szkoła II stopnia), Warszawa: Ministerstwo Edukacji Narodowej, 2019.
- Vademecum nauczyciela. Wdrażanie podstawy programowej w szkole ponadpodstawowej. Wiedza o społeczeństwie, Warszawa: Ośrodek Rozwoju Edukacji, 2019, ISBN 978-83-66047-57-0.
- Vademecum nauczyciela. Egzamin maturalny w 2021 roku. Wiedza o społeczeństwie, Warszawa: Ośrodek Rozwoju Edukacji, 2021, ISBN 978-83-66830-08-0.
- Piotr Załęski, Łukasz Zamęcki, Oliwia Piskowska, Wojciech J. Jakubowski i inni (red.), Informator o egzaminie maturalnym z wiedzy o społeczeństwie od roku szkolnego 2022/2023, Warszawa: Centralna Komisja Egzaminacyjna, 2021, ISBN 978-83-66725-29-4.